# Rgotina
Rgotina (en serbe cyrillique : Рготина) est une localité de Serbie située sur le territoire de la ville de Zaječar, district de Zaječar. Au recensement de 2011, elle comptait 1 432 habitants.
Rgotina est officiellement classée parmi les villages de Serbie.

## Démographie

### Évolution historique de la population
| 1948  | 1953  | 1961  | 1971  | 1981  | 1991  | 2002  | 2011  |
| ----- | ----- | ----- | ----- | ----- | ----- | ----- | ----- |
| 2 223 | 2 331 | 2 539 | 2 578 | 2 407 | 2 088 | 1 721 | 1 432 |

|  |